# Mantis (DC Comics)
Mantis è un personaggio dei fumetti creato da Jack Kirby nel 1971, pubblicato dalla DC Comics.

## Storia del personaggio
Mantis è il leader di una colonia di insetti umanoidi migrati da Nuova Genesi perché Darkseid gli conferisse un grande potere. È in grado di assorbire energia mandatagli contro da un avversario (ad esempio Lanterna Verde), e passa parte del suo tempo a ricaricare le energie in un baccello speciale (power pod). È al servizio di Darkseid, nonostante come molti abitanti di Apokolips si sia ribellato occasionalmente contro di lui.
Mantis appare nella miniserie La morte dei Nuovi Dei nel numero 5, dove combatte al fianco di Kalibak contro Superman, Himon e il Generale di Nuova Genesi. Durante la battaglia Mantis e Kalibak sono uccisi dall'Uomo Infinito che strappa loro il cuore.

## Altri media
Mantis è apparso nella serie animata Justice League Unlimited, nell'episodio Questioni autorevoli, doppiatore non accreditato.